# So Blue
So Blue é uma canção do cantor de R&B senegalês Akon, lançada como primeiro single de seu quarto álbum de estúdio Stadium. Foi lançado em 11 de novembro de 2013 pela Republic Records. A canção foi escrita por Jerry Duplessis, Akon, Arden Altino, Claude Kelly e foi produzida por Jerry Wonda.

## Lista de faixas
| Digital Single |           |         |  |
| N.º            | Título    | Duração |  |
| 1.             | "So Blue" | 3:33    |  |

## Musica e vídeo
O vídeo mostra Akon vendo uma moça sendo maltratada por seu companheiro, então Akon vai a seu socorro, a moça então deixa rastros de folhas em chamas pelo prédio para que ele a achasse, então Akon salva a moça das chamas deixando ela em segurança.

## Desempenho nas paradas
Gráficos semanais
| Paradas (2013)                 | Melhor posição |
| ------------------------------ | -------------- |
| Austrália (ARIA Singles Chart) | 77             |